# Western Academy of Beijing

Western Academy of Beijing, også kendt som WAB, er en IB skole i Beijing, som blev grundlagt i 1994. Skolen går fra dagpleje til 12. klasse, hvilket svarer til 2.G i dansk skole. WAB’s skolesystem er bygget op som IB Primary Years Programme (PYP) fra første til femte klasse, IB Middle Years Programme (MYP) fra sjette til og med tiende klasse og IB Diploma Programme (DP) er for ellevte og tolvte klasse. IB DP er den ”internationale studentereksamen”. WAB deltog i et OL-indlæringsprogram til Sommer-OL 2008. Ud af 500 skoler i Kina var WAB en af dem der deltog og ud af 120 ud af de 500 skoler fik WAB også prisen for at være et perfekt eksempel.

## Faciliteter
WAB har en dagpleje, en børnehave, Elementary School (1-5 klasse), Middle School (6-8 klasse), og en High school (9-12 klasse). Skolen har tre biblioteker; The Sabine Brady biblioteket, the Red Scroll og the Green Sky Studio. I HUB’en er der sportsaktiviteter, billedkunst og teknologi center for elever fra High School og Middle School. Andre faciliteter er:
- Tre gymnastik haller
- Otte skolebygninger
- En svømmehal
- Fitness center (kendt som Adrenaline)
- Atletik bane
- Tennis baner
- Udendørs og indendørs basketball baner
- Klatremur
- Fem teatre (Founder’s, Blu, OOB, Space, HS Theater)
- Tre biblioteker
- Computer laboratorier
- 40 fysik/kemi laboratorier
- 2 fotograferings/redigerings studier
- Musik, dans or drama studier
- Lydtæt optagelse studie
- Spisesale, cafeer og lounger (Lotus Lounge, Atrium, Galleri, Wild Ginger, Link)
- To skole butikker
- Fem elevatorer (elever har adgang til dem alle)
- Stort resultattavle
- WAB TV News kontor
- 3 Apple-godkendte hjælpestationer
- Sikkerhedsbygninger
- WAB Wild kontor
- 1 ellevemands bane og 3 minder baner
- Dome (en hal med tennisbaner i)
- Prototyper for læringsrum designet af designeren Rosan Boschs tegnestue[1]

WAB har lige bygget en FIFA-godkendt bane med atletik bane. Det siges også at være en af de bedste rugby baner i hele Kina. Skolen har også lige opgraderet tennisbaner (de har flyttet den indenfor) og de har også flytter basketballbanerne ligesom de også har fornyet Foundes’ Theater. Tennisbanerne ligger i ”kuppelen”. Den blev bygget i 2013 og der har allerede været afholdt op til flere tennisturneringer som WABLEDON, hvilket er en turnering for skoleelever i Beijing.

## Teknologi
WAB giver et 1:1 bærbar-computer forhold (for 3-12 grade) med trådløs adgang over hele skolen. Et krav fra skolen side er at alle elever fra 6 klasse og op efter skal have en Apple computer. Skolen bruger mange IT systemer for at optimere indlæringen, som MOODLE, PowerSchool, og WordPress. Offentlige nyheds internetsider drevet af Drupal bliver normalt også brugt på skolen.
Highschool’s Tiger Sports Network med forkortelsen TSN liverstramer mange af skolens kampe i de forskellige sport.

## WABX
WABX styrer WAB’s extra-curriclar program, samt sport og andre aktiviteter. WAB deltager i mange sports-turneringer som ACAMIS (Association of Chinese And Mongolian International Schools,) ISAC (International Schools Association in China), EARCOS og APAC. Sportsgrenene på skolen er: Rugby, Fodbold, Tennis, Badminton, Lang distance løb, Atletik, Volleyball, Basketball, Svømning, Baseball og Softball

## Billedkunst
Musik har musikgrupper og orkestre, drama og billedkunst bliver også undervist på Western Academy of Beijing.

## Livet som elev
Skolen har mange velgørenheds grupper som er involveret i det lokale samfund. Hver division (ES, MS og HS) har et elevråd der er kendt som ”Student Council” eller ”Stu Co” som forkortelse.
WAB har også mange grupper uden for skolen som:
- Roots & Shoots
- Writing Lab
- Gay Straight Alliance
- Drama
- Student Council
- Yearbook
- Bands
- Model United Nations
- Global Issues Network

WAB er også en af de første internationale skoler i Beijing der har Yearbook, som startede i Middle School i skoleåret 2012-2013.

## Akkreditering
WAB er akkrediteret af mange organisationer, som IBO, NCCT, NEASC, ACAMIS and CIS. Middle School Student Council var i 2013 med i en akkreditering proces.